# Confederação dos Esportes e Comitê Olímpico Sul-Africano
A Confederação dos Esportes e Comitê Olímpico Sul-Africano (em inglês:  South African Sports Confederation and Olympic Committee e em africâner:  Suid-Afrikaanse Sportkonfederasie en Olimpiese Komitee) é o Comitê Olímpico Nacional e Comitê Paralímpico Nacional que representa a África do Sul. Esta instituição é o órgão responsável pela organização das equipes sul-africanas para representar o país nos Jogos Olímpicos e Paralímpicos. A organização também é responsável pela participação da África do Sul no Jogos da Commonwealth. Além de ser também responsável pelo esporte de alto desempenho no país e coordena o relacionamento com várias federações esportivas internacionais.